# Deutsche Badmintonmeisterschaft 1960
Die Deutsche Badmintonmeisterschaft 1960 fand vom 15. bis zum 17. April 1960 in Berlin statt.

## Medaillengewinner
| Disziplin    | Gold                                                          | Silber                                                          | Bronze                                                                               |
| ------------ | ------------------------------------------------------------- | --------------------------------------------------------------- | ------------------------------------------------------------------------------------ |
| Herreneinzel | Ralf Caspary (1. DBC Bonn)                                    | Dieter Schramm (BC Düsseldorf)                                  | Walter Stuch (1. DBC Bonn)                                                           |
| Herreneinzel | Ralf Caspary (1. DBC Bonn)                                    | Dieter Schramm (BC Düsseldorf)                                  | Peter Knack (Biebricher BC)                                                          |
| Dameneinzel  | Hannelore Schmidt (STC Blau-Weiß Solingen)                    | Irmgard Latz (Krefelder BC)                                     | Gisela Ellermann (STC Blau-Weiß Solingen)                                            |
| Dameneinzel  | Hannelore Schmidt (STC Blau-Weiß Solingen)                    | Irmgard Latz (Krefelder BC)                                     | Ute Seelbach (BC Düsseldorf)                                                         |
| Herrendoppel | Dieter Schramm (BC Düsseldorf) Klaus Dültgen (Merscheider TV) | Dieter Füllbeck (Merscheider TV) Jürgen Koch (Merscheider TV)   | Jürgen Jipp (VfB Lübeck) Manfred Puck (VfB Lübeck)                                   |
| Herrendoppel | Dieter Schramm (BC Düsseldorf) Klaus Dültgen (Merscheider TV) | Dieter Füllbeck (Merscheider TV) Jürgen Koch (Merscheider TV)   | Manfred Fulle (Biebricher BC) Peter Knack (Biebricher BC)                            |
| Damendoppel  | Ute Seelbach (BC Düsseldorf) Irmgard Latz (Krefelder BC)      | Anneli Hennen (VfB Lübeck) Bärbel Wichmann (VfB Lübeck)         | Gunhild Scholz (1. DBC Bonn) Luise Schmitz (1. DBC Bonn)                             |
| Damendoppel  | Ute Seelbach (BC Düsseldorf) Irmgard Latz (Krefelder BC)      | Anneli Hennen (VfB Lübeck) Bärbel Wichmann (VfB Lübeck)         | Gisela Ellermann (STC Blau-Weiß Solingen) Hannelore Schmidt (STC Blau-Weiß Solingen) |
| Mixed        | Dieter Schramm (BC Düsseldorf) Ute Seelbach (BC Düsseldorf)   | Dieter Füllbeck (Merscheider TV) Gitti Neuhaus (Merscheider TV) | Manfred Fulle (Biebricher BC) Elfriede Becker (Biebricher BC)                        |
| Mixed        | Dieter Schramm (BC Düsseldorf) Ute Seelbach (BC Düsseldorf)   | Dieter Füllbeck (Merscheider TV) Gitti Neuhaus (Merscheider TV) | Jürgen Jipp (VfB Lübeck) Bärbel Wichmann (VfB Lübeck)                                |